# Katie Jarvis
Pour les articles homonymes, voir Jarvis.
Katie Jarvis est une actrice anglaise née le 22 juin 1991 à Dagenham, dans l'Essex. Elle a été révélée par le film Fish Tank, réalisé par Andrea Arnold.

## Biographie
Katie Jarvis est née le 22 juin 1991 à Dagenham, en Angleterre, dans le comté de l'Essex. Elle a trois sœurs plus jeunes.

## Carrière
Alors qu'elle se dispute avec son copain sur le quai de la gare d'Essex, Katie Jarvis est repérée par une collaboratrice d'Andrea Arnold, qui cherche une actrice débutante pour son prochain film. Elle est ainsi engagée pour jouer le rôle de Mia dans Fish Tank.
Elle donne naissance le 9 mai 2009 à une fille prénommée Lily Mae, et n'est donc pas présente au Festival de Cannes 2009, au cours duquel le film Fish Tank gagne le Prix du Jury.

## Filmographie

### Cinéma
- 2009 : Fish Tank d'Andrea Arnold : Mia
- 2015 : Ginger : Mary Jane Kelly
- 2017 : Devil's Play (court métrage) : Leah
- 2017 : I Was 3 (court métrage) : Laura
- 2018 : Two Graves : Zoe
- 2020 : Let's Talk About George (court métrage) : Jade
- 2021 : Rise of the Footsoldier Origins : Donna

### Télévision
- 2009 : 10 Minute Tales : fille
- 2014 : Suspects : Sadie Burns
- 2018 : True Horror : Sam Bennetts
- 2018 - 2019 : EastEnders : Hayley Slater

## Récompense
- British Independent Film Awards 2009 :  Meilleur espoir pour Fish Tank